# WHAT'S ON JAPAN
WHAT'S ON JAPANは、NHK国際放送で放送されていたウイークリーの25分番組。
2006年頃、アジアのニュースと話題を中心に大村朋子が編集長兼キャスターとしておよそ1年にわたって担当。福田純がプロデューサーを務めた。
国際放送局の新しいタイプの番組として局長肝いりでスタッフが集められ、別室をもらってプロジェクトが立ち上がった。
スタッフも優秀な6人ほどが集められ、和気藹々とした雰囲気の中、番組は制作された。
タイトルは当時の局長がつけたものだが、英語的にはおかしいため、スタッフの外国人スタッフからの評判が悪かった。